# Pont de la rivière Han
Le pont de la rivière Han (en vietnamien : cầu Sông Hàn) est un pont à haubans jeté sur le rivière Han à Đà Nẵng, au Vietnam. Le pont relie la ville, établie sur le côté ouest du cours d'eau, aux plages situées à l'est.
Au milieu de la nuit, de une à quatre heures, la circulation est stoppée et le pont bascule sur son axe pour permettre le passage du trafic maritime.